# Timothy Gowers

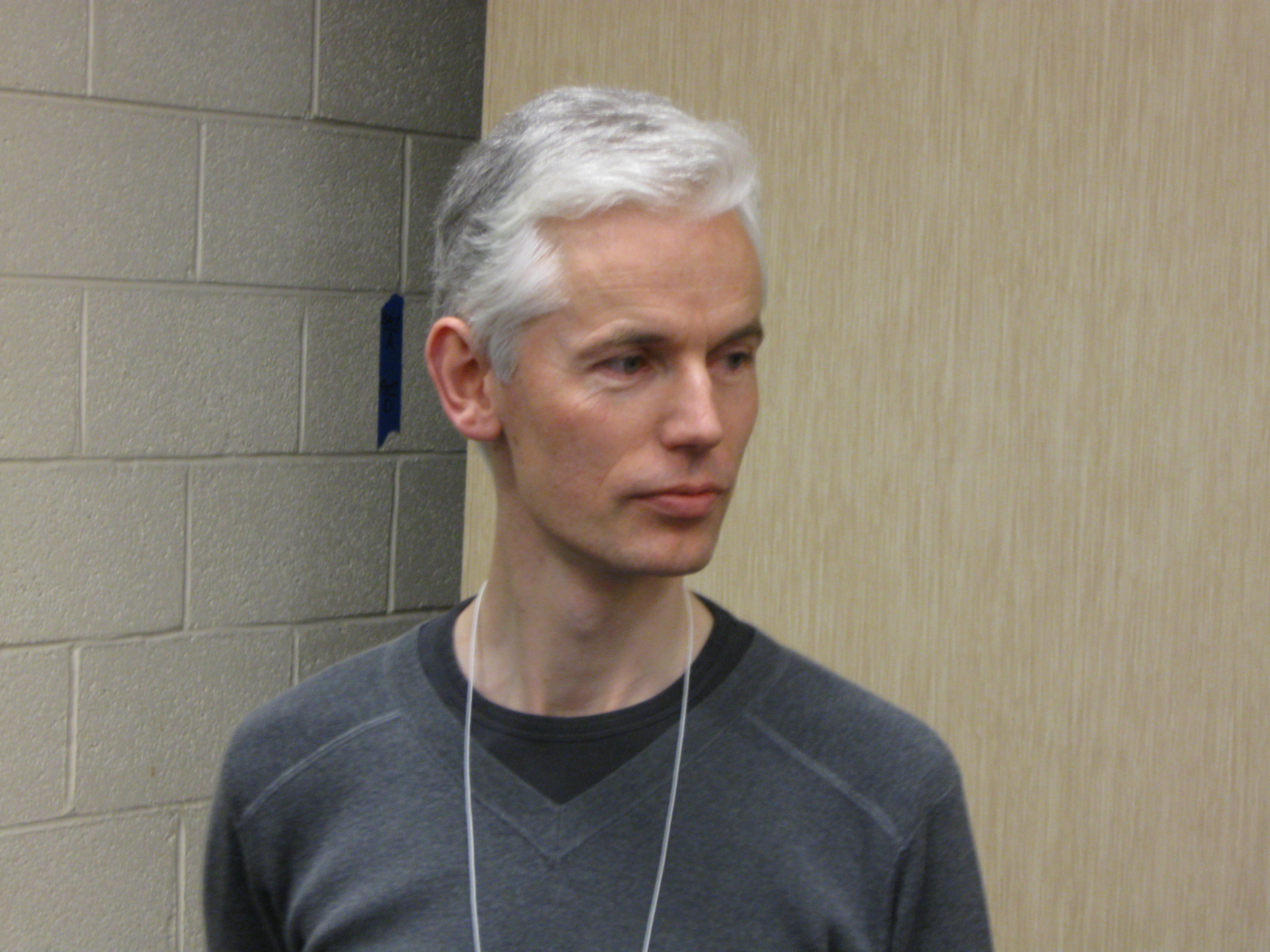
Timothy Gowers

William Timothy Gowers FRS (Wiltshire, 20 november 1963) is een Brits wiskundige. Hij is de Rouse Ball-professor in de wiskunde in de faculteit van de zuivere wiskunde en wiskundige statistiek aan de Universiteit van Cambridge en een Fellow van Trinity College. In 1998 ontving hij de Fields-medaille voor zijn onderzoek dat een verbinding legde tussen de functionaalanalyse en de combinatoriek.
Hij startte zijn carrière met het onderzoeken van Banachruimtes. Hij gebruikte combinatorische technieken om een aantal van Stefan Banach's vermoedens te bewijzen.
In 1997 bewijs hij dat Szemerédi's regulariteitslemma noodzakelijk komt met 'torentype' begrenzingen.
In 2003 bewees Gowers een regulariteitslemma voor hypergrafen, analoog aan Szemerédi's regulariteitslemma voor grafen.
In 2005 introduceerde hij de notie van quasirandom groepen.
Hij heeft gewerkt aan Ramsey theorie voor willekeurige grafen en willekeurige verzamelingen met David Conlon. Hij heeft ook aandacht gehad voor het P versus NP probleem. Verder heeft hij interesse in het geautomatiseerd oplossen van problemen, zoals met bewijsassistenten.
Gowers' Erdősgetal is drie.
Gowers heeft verschillende populariserende werken geschreven, zoals Mathematics: A Very Short Introduction.